# クリッパー (船)

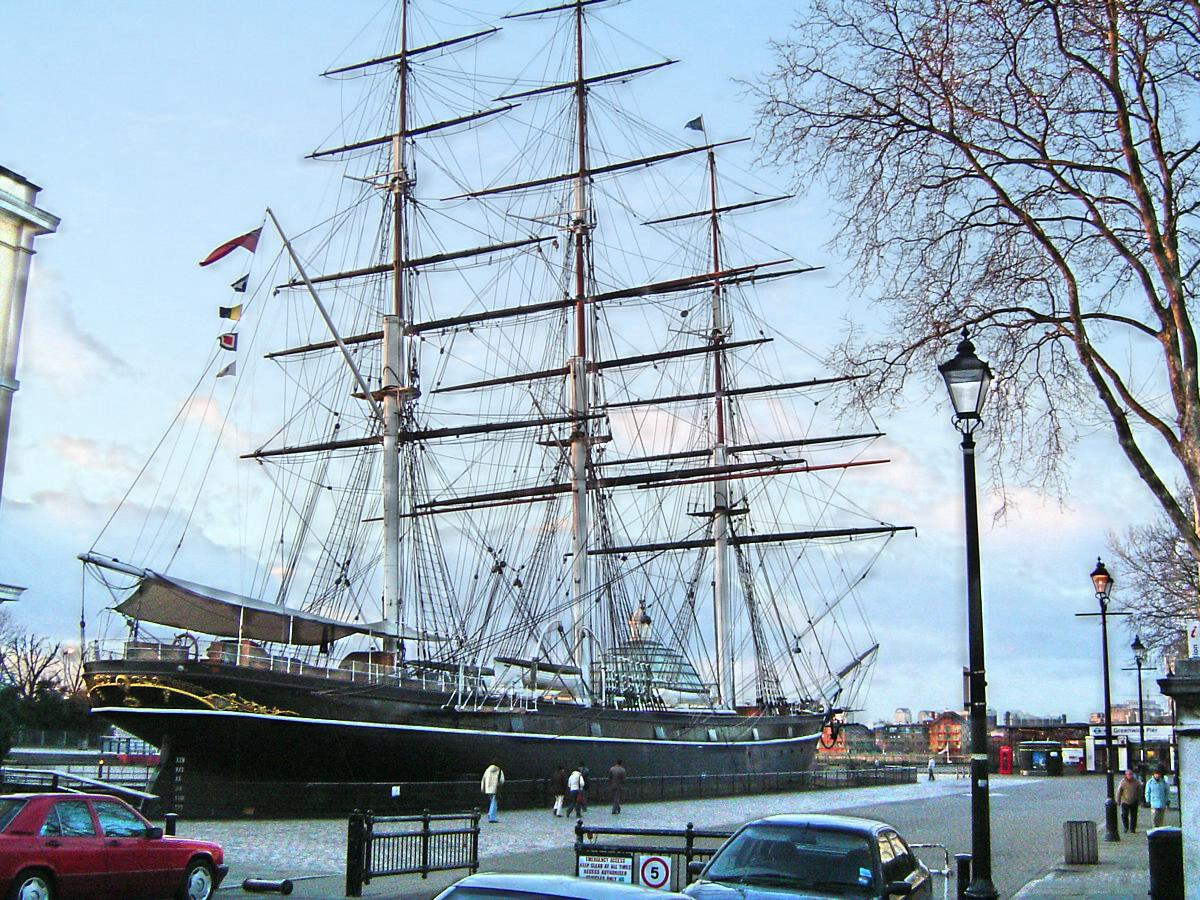
グリニッジで保存展示されている「カティーサーク」

クリッパー（clipper）とは、19世紀に発達した大型帆船のこと。快速帆船と訳されることもある。大部分はアメリカ合衆国とイギリスの造船所で造られたが、フランスやブラジル、オランダなど他の国でも建造された。
積載量よりも速度を重視していたことから、一般的に全長に比して狭い船体と、多くのマストと帆を持っていた。多くはシップ型帆装で多くの横帆を持ち、スピードを得るために広大な総帆面積を誇る。そういった外観から熱狂的なファンが多く、帆船模型では定番となっている。イギリスの「カティーサーク」を始め、保存されている船も存在する。

## 概要

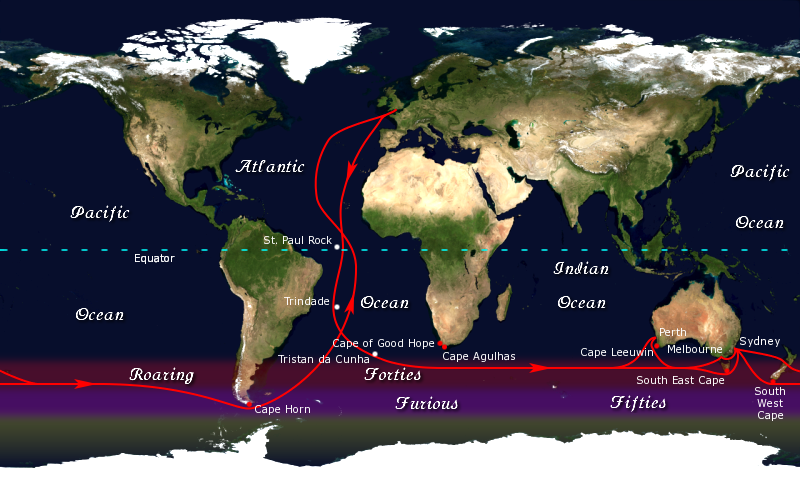
イギリス本国とオーストラリアやニュージーランドを繋ぐクリッパーの航路（Clipper route）。吠える40度と呼ばれる強風を利用している。

帆走中のティークリッパー「カティサーク」

クリッパーは1843年、好景気により急激に増える茶の需要に応じる形で、アジアからの輸送を迅速に行うために使用され始めたとされる。クリッパー需要は1848年にカリフォルニア、1851年にオーストラリアで金が発見されると加熱していくが、1869年に大陸横断鉄道とスエズ運河が完成すると急速に衰退していった。
イギリスで利用されたクリッパーは、輸送する荷物によりティークリッパー（茶）、ウールクリッパー（羊毛）と呼ばれる。これらの輸送は従来18〜24ヶ月を要していたが、クリッパーの登場によって100〜120日前後での輸送が可能となった。こういった船の航海は商機を得るために植民地〜イギリス本国間で輸送競争（レース）となることがあり、後に「○○〜○○間を○日で到達」といった最速記録が伝説的に語り継がれることとなった。特にライバル関係にあった「カティーサーク」と「サーモピレー」は有名で、1885年には「カティーサーク」がシドニー〜ロンドン間を72日という最速記録を打ち立てている。
アメリカで利用されたクリッパーは、19世紀前半、東海岸からゴールドラッシュで賑わう西海岸へ人員や資材を、反対方向へ金を運ぶための船であり、南米ホーン岬回りやパナマ地峡経由の航路をいかに早く到達できるかが重要視された。
オランダで利用されたクリッパー（ダッチクリッパー、Dutch clipper）は、ジャワ島からの茶の輸送と、郵便配達のために使用された。ただし、オランダで使用された「クリッパー」を名乗る帆船は100を超えるが、一般的であるシップ型ではないバーク型やスクーナー型などの帆装の船が半数含まれている。オランダのクリッパーは他国と比較して長く、1873年まで建造されていた。

## 歴史

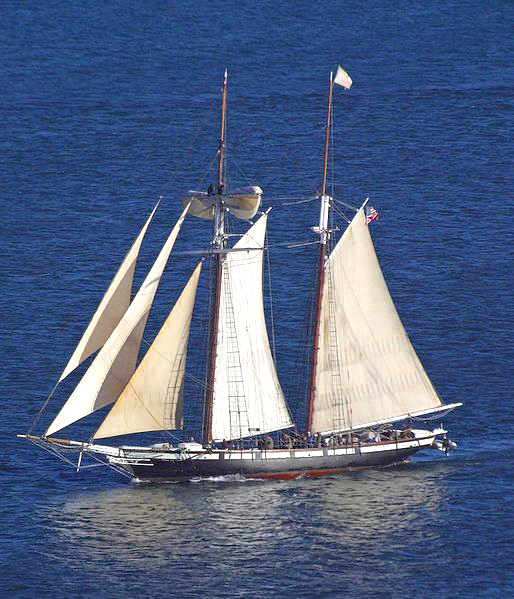
ティーククリッパーの原型となった2本マストのスクーナーのイメージの一例。1847年建造のカッター C.W. Lawrenceのレプリカとして、1984年に建造されたスクーナー Californian

初めて「クリッパー」という単語が使われたのは、ボルチモアクリッパー（Baltimore clipper）であった。ボルチモアクリッパーは2本マストの比較的小さなトップスルスクーナー型の帆船であり、1795年から1815年ごろのチェサピーク湾において建造された。1812年の米英戦争において私掠免許を得て、ボルチモアにおいてイギリス艦船に対して速い速度を活かして立ち回った。
1833年には、後のクリッパーの原型とされる最初の大型高速帆船アン・マッキム（Ann McKim）がボルチモアで造られる。アン・マッキムはより速い帆船をアメリカ国内で造ろうとする試みの中で設計され、大きく反り返った船首と船尾、マストに張られた横帆が特徴であった。
1830年代後半には、スコットランドの造船会社Alexander Hall and Sonsが初のイギリス国内建造の高速帆船アバディーン（Aberdeen）を建造する。この型の帆船はイギリスにおいて広く使用され、アジアとの間で茶、スパイス、アヘンなどの輸送に広く使われるようになる。
1845年には、特に速度を重視するために、貨物の積載能力を極限まで犠牲にしたクリッパー・レインボー（Rainbow）がニューヨークにおいて建造される。
アメリカでは、初期の好景気によるブームが去った1859年以後、クリッパーの建造は縮小傾向にあった。1860年代にはごく少数が建造されるのみであり、1869年に建造されたグローリー・オブ・シーズ（Glory of the Seas）が最後であるとされる。
イギリスでは、1859年以後もクリッパーは建造され続けた。レインボーのような方針のクリッパーがイギリス型のクリッパーと認識されるようになり、見た目も重視した新しいデザインの船が建造されるようになる。1870年までに25〜30隻が建造されたと見積もられている。また、耐久力を高めるために木造の船体に金属の板を張る技法も誕生し、後にウィンドジャマーへと発展していった。
1869年のスエズ運河開通により、茶の取引はクリッパーから蒸気船へと主体が移っていった。それにより、クリッパーはオーストラリアやニュージーランドとの間での移民・羊毛輸送に使用されることとなるが、1880年代を最後に需要が減っていき20世紀に入ると老朽化したクリッパーは徐々に役割を終えていった。

## 注
1. ↑  1946年出版のAnno Teenstra「De clippers」によると帆装の内訳は、全122隻のうちシップ型は半数の61隻、バーク型が44隻、ブリッグ型が15隻、スクーナー型が2隻、バーケンティン型が1隻となっている。
2. ↑  clipper : 英語で元々は「速く移動する人（物）」の意味がある。
3. ↑  英語ではエクストラクリッパー（Extra clipper）と呼ばれる。